# Mythicomyces corneipes
Espèce
Mythicomyces corneipes est un champignon basidiomycètes rare, seul représentant du genre monotypique Mythicomyces de la famille des Psathyrellaceae.

## Taxinomie

### Nom binomial
Mythicomyces corneipes (Fr.) Redhead & A.H. Sm. 1986

### Synonymes
- Agaricus corneipes Fr. (synonyme)
- Psilocybe corneipes (Fr.) R Karst.)

## Description

### Sporophore
Hyménophore de 1 à 3 cm de diamètre, obtusément conique à campanulé ou omboné au début, puis convexe, graisseux, viscidule ou luisant et lisse. 
Il est hygrophane : orange brillant à brun orange à l’humidité, plus brun-rouge au centre, chamois au sec, à marge enroulée au début, légèrement translucide-striée presque jusqu’à l’ombon.
Ses lames sont étroitement adnées, plutôt larges, serrées, blanchâtres à paille au début, puis cannelle pâle à gris-brun.
Le stipe est de 3 à 7 x 0,1 à 0,2 cm, cartilagineux, rigide, lisse, luisant, brun-rouge vers l’apex, brun rougeâtre foncé vers la base, fonçant graduellement depuis la base, avec mycélium fauve à la base.
Son odeur est indistincte.
Sa saveur est indistincte ou légèrement amarescente.
Sa sporée est brun grisâtre.

### Spores
Ses spores sont ovoïdes à ellipsoïdes.
Ses basides ont 4 stérigmates.

## Habitat
On le trouve dans la forêt canadienne, il est signalé très rare au Québec, saprotrophique en milieu riche, humide, moussu et temporairement inondé, surtout sur bois et débris végétaux, ravins ruisselants. Il pousse en été et à l'automne. Il est très rare.